# Weißenthurm

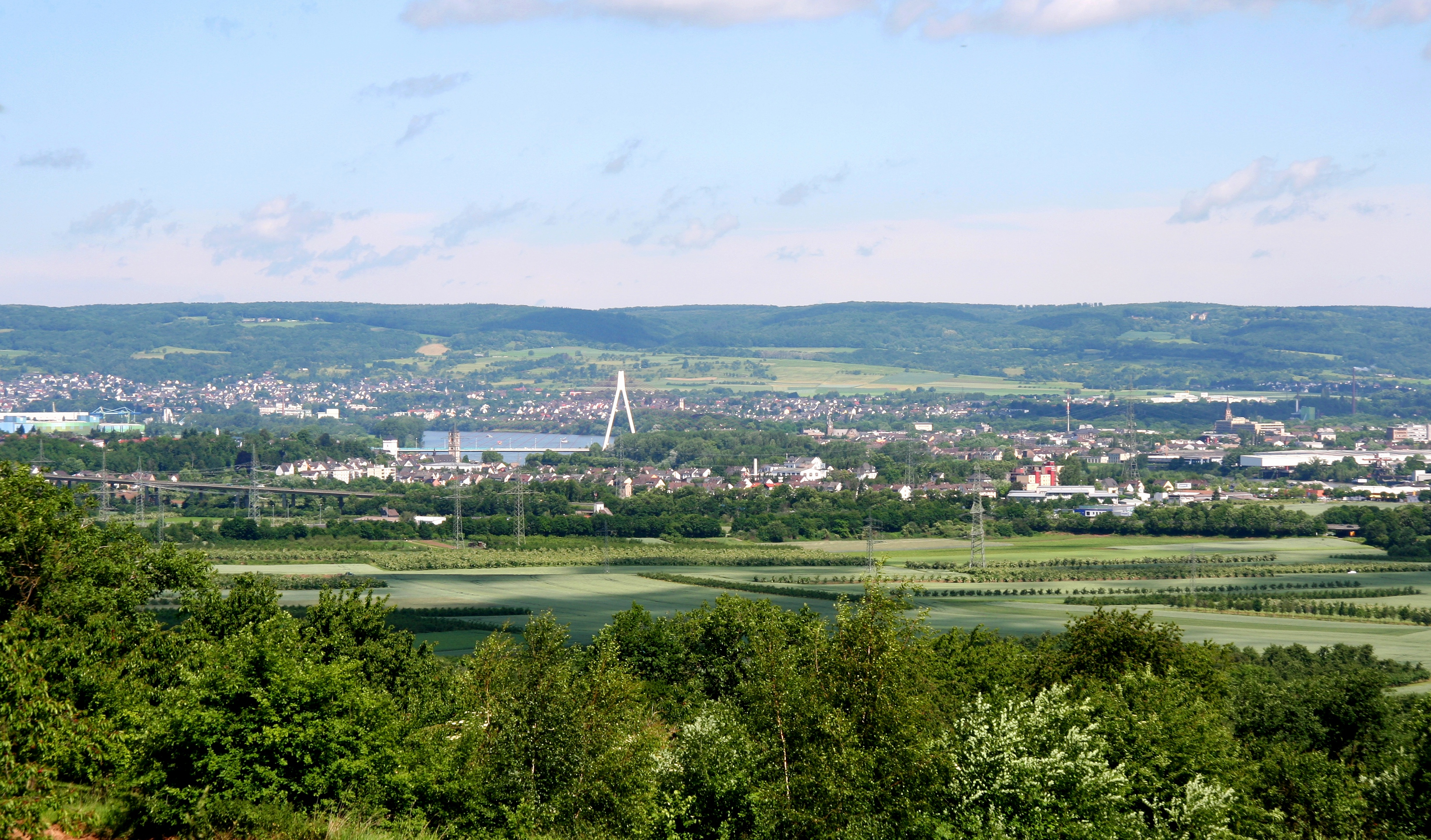
Weißenthurm im Neuwieder Becken

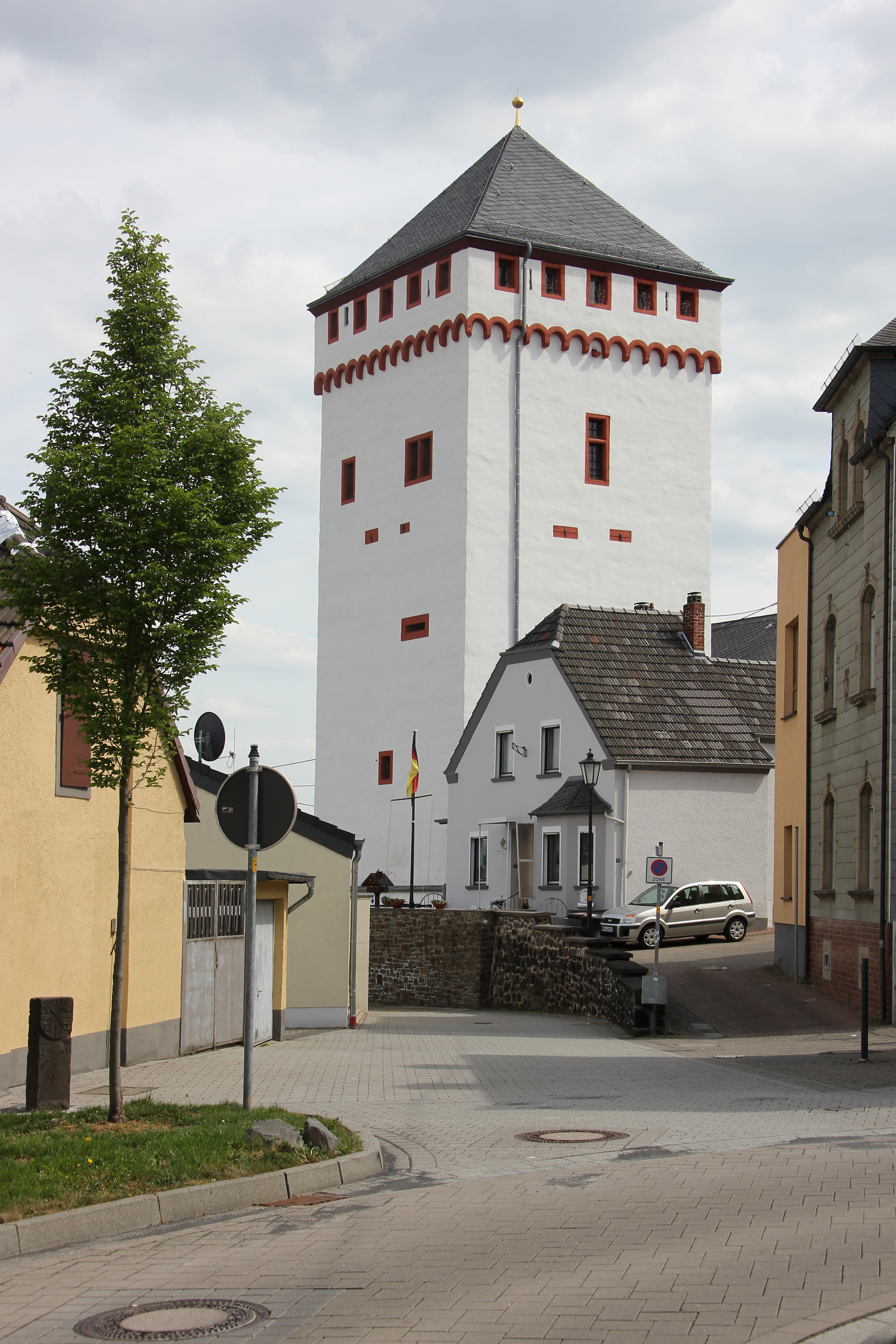
Der Weiße Turm, links im Bild der Grenzstein zwischen Kurtrier und Kurköln

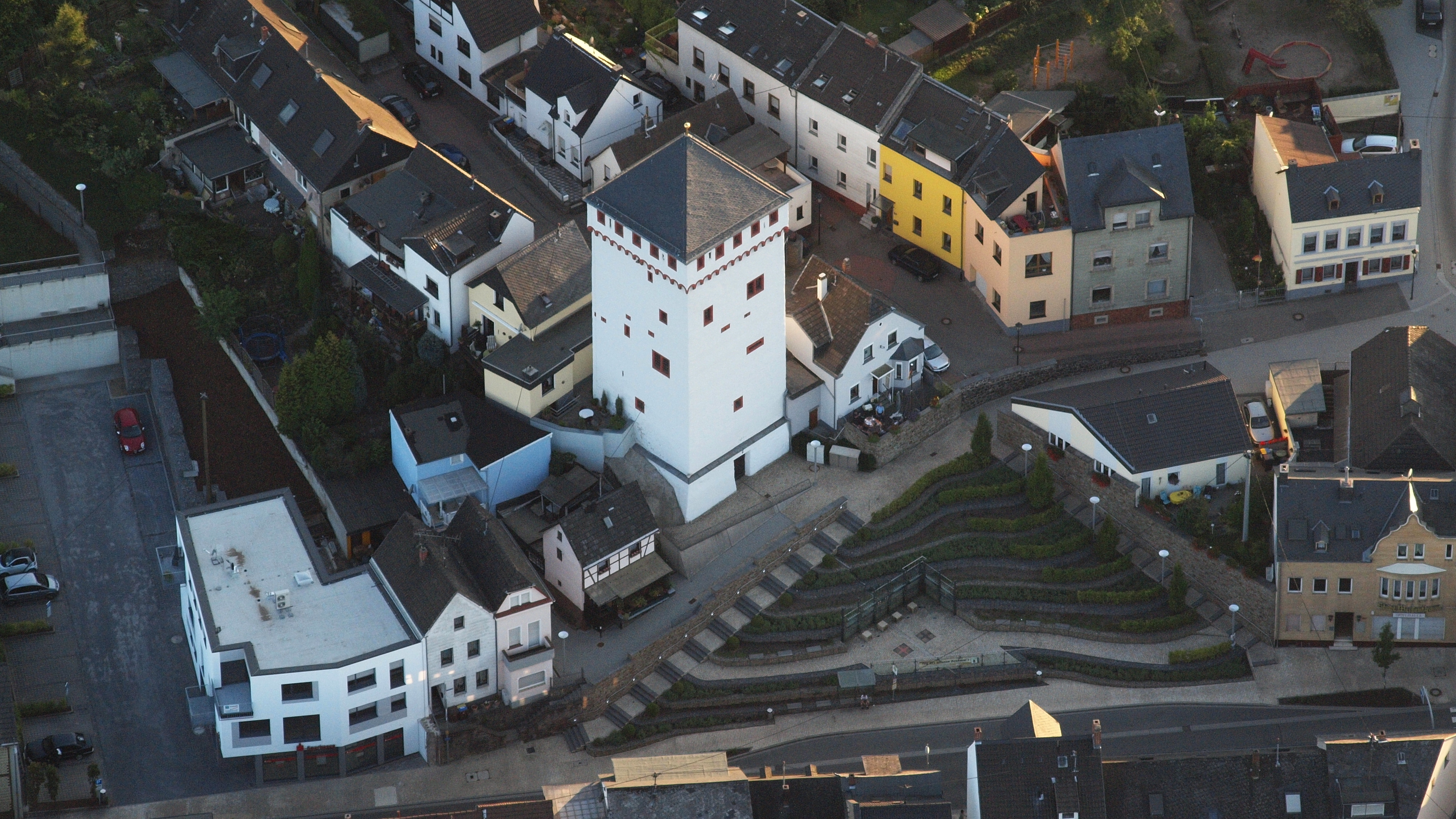
Weißenthurm, Luftaufnahme 2013

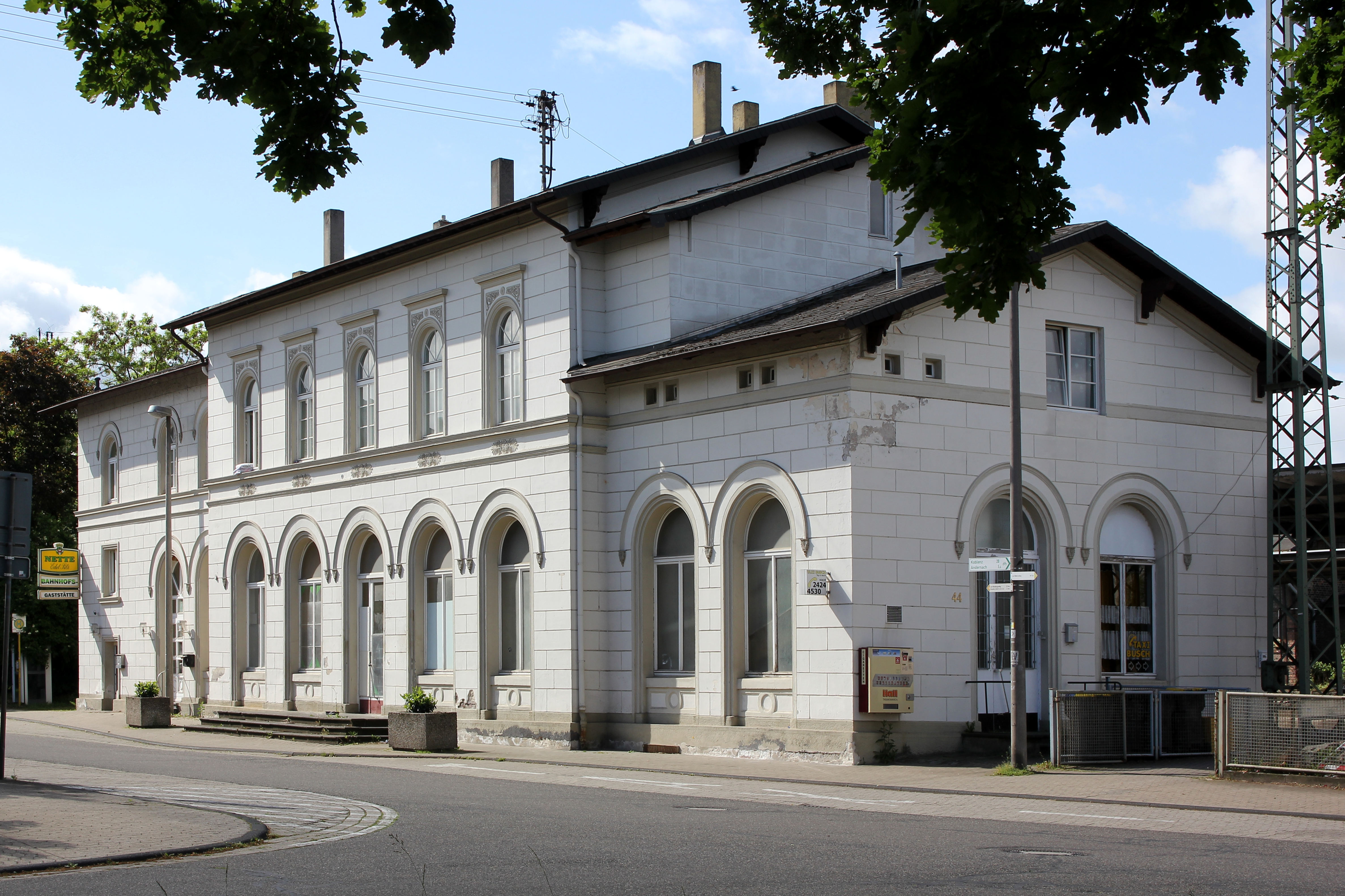
Empfangsgebäude des Bahnhofs (2015)

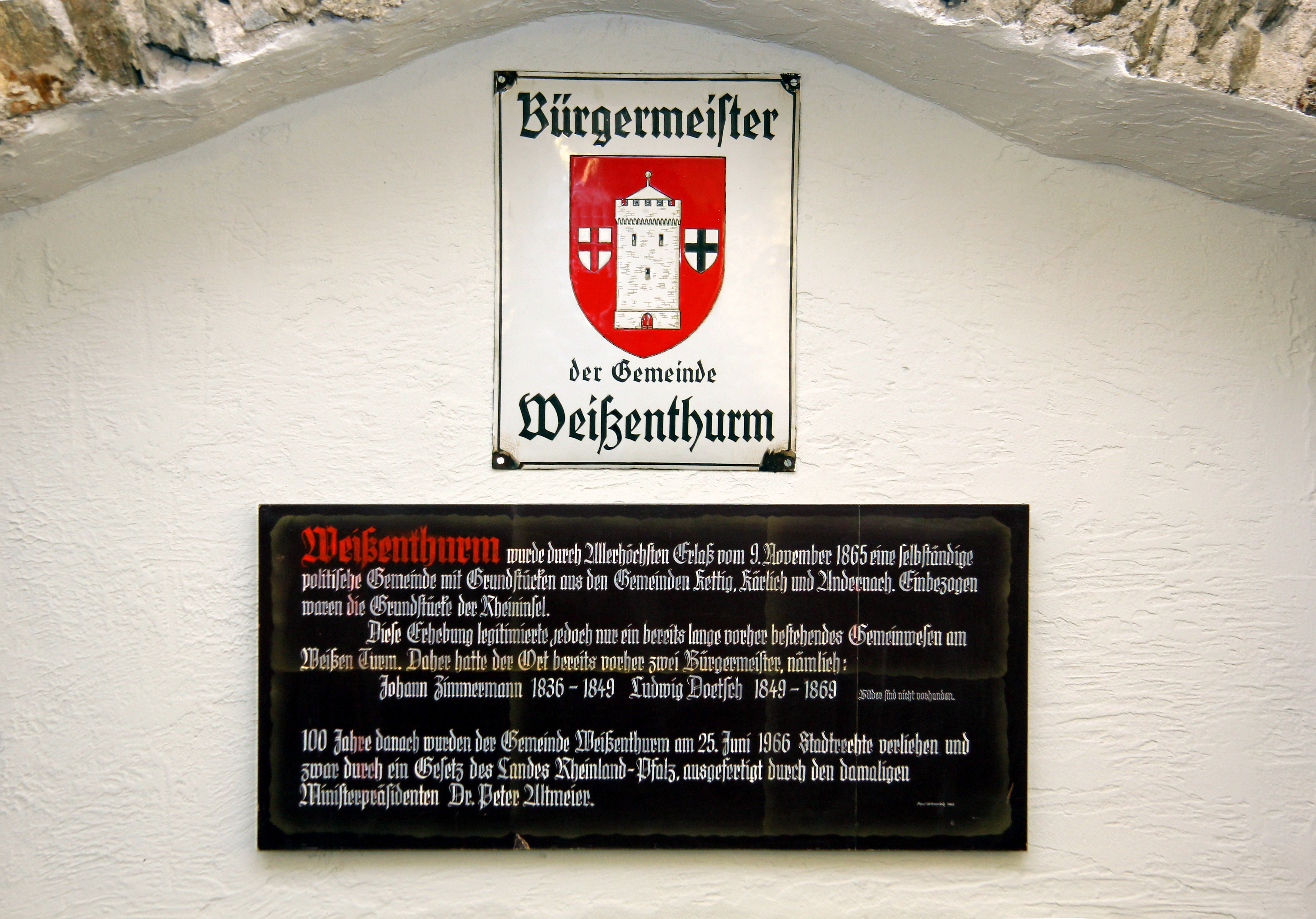
Altes Schild der Gemeindeverwaltung und Infotafel im Stadtmuseum

Weißenthurm (mundartlich verkürzt Thur) ist eine Stadt im Landkreis Mayen-Koblenz in Rheinland-Pfalz. Sie gehört der gleichnamigen Verbandsgemeinde an und ist deren Verwaltungssitz. Weißenthurm ist gemäß Landesplanung als Grundzentrum ausgewiesen.

## Geographische Lage
Die Stadt liegt linksrheinisch am Mittelrhein zwischen Andernach und Koblenz, gegenüber von Neuwied.

## Geschichte

### Name der Stadt
Benannt ist die Stadt nach dem Weißen Turm, einem spätmittelalterlichen Wohn- und Zollturm, der zu Beginn des 15. Jahrhunderts wahrscheinlich im Auftrag des Trierer Erzbischofs und Kurfürsten Werner von Falkenstein (1388–1418) am damaligen Grenzübergang zwischen den Kurfürstentümern Trier und Köln an der Handelsstraße von Koblenz nach Köln errichtet wurde. Im 17. Jahrhundert entstand in seiner Nachbarschaft eine Siedlung; 1663 verlieh der Trierer Erzbischof und Kurfürst Karl Kaspar von der Leyen dem Ort das Marktrecht. Seitdem ist der Name „Weißenthurm“ bekannt; vorher wurde die kleine Siedlung „Platzenborn“ genannt.

### Entwicklung der Gemeinde
1707 wurde auf dem damals noch zu Kettig gehörenden Teil des Ortes die erste Kapelle gebaut. Als Baumeister ist Matthias Zengerlein aus Gondorf genannt. Pfarrlich gehörte Weißenthurm allerdings zunächst zu Kärlich, bis es 1808 an die Pfarrei Kettig angegliedert wurde. 1872 wurde Weißenthurm zur Pfarrei erhoben, nachdem bereits in den Jahren 1836 bis 1839 eine neue, größere Kirche nach den Plänen von Johann Claudius von Lassaulx gebaut worden war. Im Jahr 1900 wurde diese Kirche umgebaut und erweitert.
Laut „Allerhöchstem Beschluss vom 9. November 1865“ war mit Grundstücken aus den Gemeinden Kettig, Kärlich und Andernach einschließlich der Rheininsel eine selbstständige Gemeinde gebildet, im Grunde jedoch nur ein schon lange bestehendes Gemeinwesen legitimiert worden.
Lange Zeit bestand zwischen dem linksrheinischen Weißenthurm und der rechtsrheinischen Stadt Neuwied eine Fährverbindung, bis 1934 eine Stahlfachwerkbrücke gebaut wurde, an der rund 200 Arbeiter beschäftigt waren. Die Baukosten betrugen 3,5 Millionen Reichsmark. Am 3. November 1935 wurde die Brücke im Rahmen eines Volksfestes und in Anwesenheit des preußischen Ministerpräsidenten Hermann Göring, nach dem sie benannt war, eingeweiht. Wie es heißt, erschien der Neuwieder Bürgermeister Robert Krups als Vertreter seiner Stadt entgegen der Etikette zum Festakt in Frack und Zylinder statt in brauner Uniform. Daraufhin sei er unter anderem auf Betreiben der Neuwieder NSDAP zwangsbeurlaubt und kurze Zeit später seines Amtes enthoben worden.
Am 16. Januar 1945 wurde die Brücke durch Bomben zerstört. Eine im Sommer 1945 von der amerikanischen Besatzung errichtete und 1946 umgebaute Behelfsbrücke aus Holz wurde im Februar 1947 durch Eisgang weggerissen. Einweihung der in alter Form wiederaufgebauten Stahlbrücke war am 9. Februar 1949. Wegen des zunehmenden Verkehrsaufkommens musste diese Brücke durch die sechsspurige Raiffeisenbrücke ersetzt werden; sie wurde am 28. September 1978 eingeweiht.
Den schwersten Bombenangriff auf Weißenthurm, der auch der Brücke galt, hatte es 1. Januar 1945 gegeben. Die Brücke blieb jedoch weitgehend verschont, im Gegensatz zum Bereich der Brauerei zur Nette in ihrer unmittelbaren Nähe. 87 Menschen, die zum Teil Schutz in den Kellern der Brauerei gesucht hatten, kamen ums Leben.
Die Stadtrechte erhielt Weißenthurm am 25. Juni 1966.

### Einwohnerentwicklung
| Weißenthurm: Einwohnerzahlen von 2012 bis 2024 | Weißenthurm: Einwohnerzahlen von 2012 bis 2024 | Weißenthurm: Einwohnerzahlen von 2012 bis 2024 | Weißenthurm: Einwohnerzahlen von 2012 bis 2024 | Weißenthurm: Einwohnerzahlen von 2012 bis 2024 |
| ---------------------------------------------- | ---------------------------------------------- | ---------------------------------------------- | ---------------------------------------------- | ---------------------------------------------- |
| Jahr                                           |                                                |                                                |                                                | Einwohner                                      |
| 2012                                           | 2012                                           |                                                | 8.298                                          | 8.298                                          |
| 2015                                           | 2015                                           |                                                | 8.894                                          | 8.894                                          |
| 2020                                           | 2020                                           |                                                | 9.191                                          | 9.191                                          |
| 2024                                           | 2024                                           |                                                | 9.020                                          | 9.020                                          |
| Quelle(n): statistik.rlp.de                    |                                                |                                                |                                                |                                                |

### Konfessionsstatistik
Mit Stand 30. Juni 2005 waren von den Einwohnern 52,6 % römisch-katholisch, 18,7 % evangelisch und 28,7 % waren konfessionslos oder gehörten einer anderen Glaubensgemeinschaft an. Der Anteil der Protestanten und Katholiken an der Gesamtbevölkerung ist seitdem gesunken. Derzeit (Stand 30. November 2024) liegt der Anteil der katholischen Bürger bei 31,7 %, der evangelischen bei 12,4 % und der Sonstigen bei 56,9 %

## Kultur und Sehenswürdigkeiten
Ein im Weißen Turm eingerichtetes Heimatmuseum bietet einen Überblick über die Entwicklung der Stadt; es kann nach Vereinbarung mit der Stadtverwaltung besichtigt werden. Zu den weiteren Sehenswürdigkeiten der Stadt gehören die katholische Pfarrkirche und das Monument General Hoche, das an den Rheinübergang der französischen Sambre- und Maas-Armee unter General Lazare Hoche am 18. April 1797 erinnert.

### Katholische Kirche
Das erste katholische Gotteshaus in Weißenthurm wurde 1706/07 gebaut. Es war eine kleine etwa 8 Meter lange und knapp 6 Meter breite Kapelle mit Platz für 50 bis 60 Personen. Sie wurde bald zu klein und im Laufe der Jahrzehnte baufällig, sodass 1834 ein kleiner Teil des ohnehin geringen Raumes baupolizeilich gesperrt wurde. Daraufhin erstellte der Baumeister und Bauinspektor Johann Claudius von Lassaulx kostenlos den Plan für den Bau einer neuen, größeren Kirche und übernahm ebenfalls unentgeltlich die Bauleitung. Am 1. Mai 1837 wurde der Grundstein der neuen Kirche gelegt; am 8. Oktober 1838 folgte die Benediktion. Sechs Jahre später, am 1. August 1844, konsekrierte Bischof Wilhelm Arnoldi das Gotteshaus und stellte es unter den Schutz der Heiligen Dreifaltigkeit.
Die Gemeinde Weißenthurm wuchs ständig, unter anderem begünstigt durch den Bau der linksrheinischen Eisenbahn, sodass auch die Lassaulx-Kirche nicht mehr ausreichte. Zur Diskussion standen ein Neubau oder eine Erweiterung des vorhandenen Gebäudes. Die Entscheidung fiel zugunsten einer Erweiterung, zu der 1900 der Grundstein gelegt wurde. Architekt war Caspar Clemens Pickel, der ein harmonisches Ganzes aus Alt- und Neubau schuf. Zu dem Erweiterungsbau gehört auch der etwa 40 Meter hohe Turm der Weißenthurmer Kirche, der neben dem Weißen Turm als ein markantes Zeichen der Stadt zu sehen ist.

### Evangelisches Gemeindezentrum
Seit 1959 besteht die selbstständige evangelische Kirchengemeinde in Weißenthurm. Deren bereits zehn Jahre vorher erbautes Gemeindezentrum in der Straße Pilau nahe am Rhein war zu klein geworden, weshalb 1961 erste Pläne für einen Neubau möglichst in Ortsmitte gefasst wurden. 1963 kaufte die Gemeinde das „Gloria“-Kino an der Alten Straße und baute es um. Es entstanden ein Kirchenraum mit 300 Sitzplätzen, eine Sakristei, Unterrichts-, Garderoben- und Clubräume, Teeküche und zwei Wohnungen. Den Bau eines Glockenturms genehmigte die Ortsgemeinde nicht; deshalb hängen die Glocken in einem offenen Aufbau aus Beton über dem Portal. Die Fertigstellung des „Paul-Schneider-Haus“ genannten neuen Gemeindezentrums dauerte bis zum Herbst 1965. Der Gottesdienstraum erhielt den Namen „Friedenskirche“. Die alte Kirche wurde an einen Privatmann verkauft und wird seitdem als Wohnhaus genutzt.

### Bahnhof
Nachdem die linksrheinische Eisenbahn eröffnet worden war, erhielt Weißenthurm 1858 einen Bahnhof mit einem repräsentativen Stationsgebäude. Er hieß „Neuwied, linksrheinischer Bahnhof“, später „Neuwied-Weißenthurm“. Die aufwendige Ausführung ist wahrscheinlich darauf zurückzuführen, dass auch das Fürstenhaus zu Wied den Bahnhof nutzte. 1893 wurde der Name in „Weißenthurm“ geändert.
Das Empfangsgebäude ist ein traufständiger, zweistöckiger Putzbau im Stil des Klassizismus, flankiert von einem einstöckigen und  einem zweistöckigen Anbau. Die Oberlichter der Fenster und Türen haben Rundbögen. Außer Räumlichkeiten für den Fürsten zu Wied gab es Wartesäle, Schalter für die Fahrkarten, Expressgut und Gepäck sowie ein Restaurant. Im Obergeschoss wohnten Bahnbedienstete.
1998 wurde das Bahnhofsgebäude an einen Privatmann verkauft. Es steht unter Denkmalschutz, verfällt zurzeit (Stand 2022) jedoch trotz der Investitionen des neuen Eigentümers zusehends.

## Politik

### Stadtrat
Der Stadtrat von Weißenthurm besteht aus 24 Ratsmitgliedern, die bei der Kommunalwahl am 9. Juni 2024 in einer personalisierten Verhältniswahl gewählt wurden, und dem ehrenamtlichen Stadtbürgermeister als Vorsitzendem.
Die Sitzverteilung im Stadtrat:
| Wahl | SPD | CDU | FDP | FWG * | Gesamt   |
| ---- | --- | --- | --- | ----- | -------- |
| 2024 | 4   | 9   | –   | 11    | 24 Sitze |
| 2019 | 6   | 11  | –   | 7     | 24 Sitze |
| 2014 | 6   | 13  | 1   | 4     | 24 Sitze |
| 2009 | 8   | 14  | 2   | –     | 24 Sitze |
| 2004 | 6   | 15  | 3   | –     | 24 Sitze |

### Bürgermeister
Johannes Juchem (FWG) wurde am 25. Juli 2024 Stadtbürgermeister von Weißenthurm. Bei der Direktwahl am 9. Juni 2024 hatte er sich mit 64,4 % der Stimmen gegen einen Mitbewerber der CDU durchgesetzt. Die Wahlbeteiligung lag bei 45,9 %.
Juchems Vorgänger Gerd Heim (CDU) hatte das Amt fast 14 Jahre ausgeübt und kandidierte bei der Wahl 2024 nicht erneut als Stadtbürgermeister.

### Wappen
Das Wappen zeigt in einem tulpenförmig geschwungenen roten Schild stilisiert den weißen Turm, nach dem die Stadt benannt ist. Er wird (heraldisch) rechts von einem kleinen weißen Wappen mit dem roten Kreuz von Kurtrier und links vom ebenfalls weißen Wappen mit dem schwarzen Kreuz von Kurköln flankiert. In seiner ursprünglichen Form wurde das Wappen mit Urkunde des Oberpräsidenten der Rheinprovinz vom 21. August 1935 genehmigt. Die über dem Wappenschild in Gold angedeutete Stadtmauer ist eine Ergänzung; sie steht für die 1966 verliehenen Stadtrechte.

### Städtepartnerschaft
Seit 1975 bildet Weißenthurm mit der Kleinstadt Courrières im nordfranzösischen Département Pas-de-Calais eine Partnerschaft.

## Wirtschaft und Infrastruktur

### Verkehr
Weißenthurm verfügt mit zwei Bundesstraßen (B 9, B 256), einem Bahnhof an der linken Rheinstrecke mit regelmäßiger Anbindung an Koblenz und Köln, einem Anleger der Rheinschifffahrt sowie mit der Raiffeisenbrücke nach Neuwied über eine gute Verkehrsanbindung.
Der Stadt vorgelagert ist die Rheininsel Weißenthurmer Werth, die über die Rheinbrücke erreichbar ist. Im Norden grenzt Weißenthurm an die Mündung der Nette in den Rhein.

### Gewerbe
Früher war der Ort vor allem industriell geprägt. Aufgrund der drei Haupterwerbszweige – Bimsindustrie, Brauereien (Schultheis, Nette-Bräu, Bock und Efinger) und Blechverarbeitung (Ball Packaging und Impress, ehem. Schmalbach-Lubeca) – wurde Weißenthurm auch als „3B-Stadt“ bezeichnet.
Die Bimsindustrie ist verschwunden, da der Rohstoff Bims in der Region um Weißenthurm weitgehend abgebaut ist. 
Die beiden letzten größeren Brauereien Schultheis- und Nettebrauerei mussten dem Druck der „Großen“ weichen: Die Schultheis-Brauerei wurde von der Bitburger Brauerei aufgekauft und später geschlossen, die 1849 gegründete Brauerei zur Nette gehörte seit 1938 der Königsbacher Brauerei in Koblenz, die diesen Standort aufgab und das Bier seither im Stammhaus herstellt. Nach der Übernahme der Königsbacher Brauerei im Jahr 2010 durch Bitburger und der Insolvenz der Koblenzer Brauerei wird das Nette Pils in Bitburg gebraut. Die Blechverarbeitung ist derzeit der größte Gewerbesteuerzahler.
Die SchwörerHaus KG unterhält in Weißenthurm das Ausstattungszentrum West/Nord.

### Kommunales
Zu Weißenthurm gehören zwei Schulen (Grundschule, Breslauer Straße; Realschule plus, Kirchstraße, vormals Hauptschule) und zwei Kirchen (eine katholische in der Kirchstraße und eine evangelische in der Alte Straße/Bethelstraße) sowie ein Gebetshaus der Mennonitischen Brüdergemeinschaft in der Straße „Am Nette Gut“.
In der Stadt hat auch die Freiwillige Feuerwehr Weißenthurm ihren Sitz. Sie wurde 1898 gegründet und befindet sich in der Trägerschaft der Verbandsgemeinde Weißenthurm. Sie leistet jährlich über 120 Einsätze nicht nur im Stadtgebiet von Weißenthurm, sondern in der gesamten Verbandsgemeinde. Zur Bewältigung der Aufgaben gemäß dem Landesbrand- und Katastrophenschutzgesetz (LBKG) stehen dem Löschzug ein Kommandowagen (KdoW), zwei Hilfeleistungslöschgruppenfahrzeuge (HLF20), eine Drehleiter mit Korb (DL(A)K), ein Wechselladerfahrzeug mit Kran (WLF-K) mit mehreren Abrollbehältern sowie zwei Mehrzweckfahrzeuge (MZF 1, MZF 2) zur Verfügung. Bei Einsätzen auf dem Rhein greift die Einheit auf ein Mehrzweckboot (MZB) mit Jetantrieb zurück. Die Führungsunterstützung bildet die Feuerwehreinsatzzentrale (FEZ) in der Feuerwache am Stierweg. Die Mannschaft besteht aus ca. 50 Kameraden.
Ebenfalls ansässig ist der Umweltzug VG Weißenthurm, der für einen Sektor des Landkreises Mayen-Koblenz den Katastrophenschutz übernimmt.

## Sport
In der Stadt ist der Fußballverein BSV Weißenthurm beheimatet.
Ein weiterer Verein ist der Turnverein 1868 e. V. Weißenthurm, der unter anderem Laufsport, Leichtathletik, Radfahren, Seniorensport und Turnen für Kinder und Jugendliche anbietet. Die Erlaubnis zur Gründung eines Turnvereins erteilte das Bürgermeisteramt am 5. Juni 1868. Ab 1924 wurden auch Frauen als aktive Turnerinnen in den Verein aufgenommen. Nach dem Krieg, aus dem 26 Mitglieder des TV Weißenthurm nicht zurückgekehrten, waren Turnvereinen bis 1950 Aktivitäten untersagt. Danach kamen zum Turnen weitere Sportarten hinzu, zum Beispiel 1976 eine Taekwondo-Abteilung.

## Persönlichkeiten

### In Weißenthurm geboren
- Bardo Weiß (1934–2018), Theologieprofessor
- Erich Syri (1937–2022), Opernsänger
- Karl-Dieter Hoffmann (* 1950), Politikwissenschaftler und Hochschullehrer
- Helmut Müller (1953–2011), Fußballspieler
- Norbert Alich (* 1955), Kabarettist
- Walter Ohm (* 1958), Generalmajor
- Christoph Anselm Noll (* 1959), Musiker

### Mit Weißenthurm verbunden
- Johann Claudius von Lassaulx (1781–1848), Architekt der Kirche
- Rudolf Bock (1924–2008), Landtagsabgeordneter und Bürgermeister von Weißenthurm
- Werner Klein (1928–1985), Landtagsabgeordneter und Bürgermeister von Weißenthurm
- Karl-Jakob Bubser, zusammen mit Joseph Gieser Gründer der Nette-Brauerei
- Tobias Nickenig (* 1984), Fußballspieler